# 이탈리아 콘티 아카데미 오브 시어터 아츠
이탈리아 콘티 아카데미 오브 시어터 아츠(Italia Conti Academy of Theatre Arts)는 영국 런던의 공연예술원이다. 1911년, 배우 이탈리아 콘티에 의해 설립되어 영국에서 가장 유서 깊은 연극 예술원으로서, 영국 최초의 연극 학교이다.